# Jean-François Delfraissy
Jean-François Delfraissy, né le 19 mai 1948 dans le 8e arrondissement de Paris, est un médecin et professeur de médecine français, spécialisé dans l'immunologie.
Il est nommé président du Comité consultatif national d'éthique en 2016. Il prend en 2020 la présidence du Conseil scientifique Covid-19, institué par le ministre Olivier Véran pour conseiller le gouvernement dans la lutte contre la pandémie de Covid-19.

## Biographie

### Famille
Jean-François Delfraissy est né le 19 mai 1948 dans le 8e arrondissement de Paris, du mariage d'Auguste Delfraissy, médecin ORL et de Madeleine Lassalle.
Le 10 août 1972, il épouse Chantal Layac, pharmacienne hospitalière. De ce mariage sont nées deux filles,.

### Formation
Après des études secondaires au lycée Montaigne de Paris et des classes préparatoires au lycée Louis-le-Grand, il intègre l'université Paris VI-Pierre et Marie Curie dont il est diplômé docteur en médecine et en biologie humaine de la faculté de médecine Saint-Antoine.

### Carrière professionnelle
Interne des hôpitaux de Paris de 1973 à 1978, il est ensuite chef de clinique-assistant des hôpitaux au service de médecine interne de hôpital Antoine-Béclère de Clamart de 1978 à 1982, puis assistant des hôpitaux en immunologie de 1983 à 1985, maître de conférences de 1985 à 1988 puis professeur agrégé en immunologie clinique à la faculté de médecine de l'université Paris-Saclay (anciennement Paris-XI / Paris-Sud), chef de services des urgences de 1993 à 1996 puis chef de service de médecine interne et immunologie clinique de 1996 à 2013 au centre hospitalo-universitaire (CHU) Bicêtre.
En 2005, il est nommé directeur de l'Agence nationale de recherches sur le sida et les hépatites virales (ANRS).
En 2008 et parallèlement, il est nommé directeur de l’Institut de microbiologie et maladies infectieuses de l'institut national de la santé et de la recherche médicale (INSERM),.
En octobre 2014, il est sollicité par Manuel Valls, pour coordonner la lutte contre la maladie à virus Ebola entre la France et l'Afrique.
En novembre 2016, Jean-François Delfraissy est annoncé pour remplacer Jean Claude Ameisen à la tête du Comité consultatif national d'éthique (CCNE). Son mandat est renouvelé par décret en avril 2021.
Le 15 juin 2017, Jean-François Delfraissy annonce son intention de porter le débat sur l'aide médicale à la procréation (AMP) pour des couples de femmes. Cet avis sera publié le 27 juin, par le CCNE pour permettre à Emmanuel Macron de juger de l'opportunité de faire voter une loi en faveur de l'homoparentalité par l'Assemblée nationale.
Le 11 mars 2020, Jean-François Delfraissy est nommé président du conseil scientifique Covid-19 institué par Olivier Véran pour « éclairer la décision publique dans la gestion de la situation sanitaire liée à la pandémie de maladie à coronavirus ».

## Publications
Jean-François Delfraissy est l'auteur et/ou co-auteur de plus de 300 publications internationales dans le domaine du sida, de l'immunologie clinique et de la médecine interne,[source insuffisante].
- Un médecin au front, Seuil, 2023.

## Décorations
- Commandeur de la Légion d'honneur en 2021[7] (officier en 2009[8], chevalier en 1998).
- Officier de l'ordre national du Mérite en 2005[9].